# Negligência intermediária ortogonalizada simétrica da sobreposição diferencial
Negligência intermediária ortogonalizada simétrica da sobreposição diferencial (SINDO, ou, na verdade, SINDO1), é um dos muitos método químico quântico semi-empírico. Ele representa o ortogonalizado simétrico INDO e foi desenvolvido por K. Jug e colegas. Como MINDO, que é um desenvolvimento do método INDO. O método orbital molecular semiempírico SINDO1 foi originalmente concebido para e aplicado a moléculas com elementos de primeira linha de Li a F sob
inclusão de H.. O desenvolvimento principal é a inclusão de orbitais d de átomos da segunda coluna da tabela periódica. Ele tem um melhor desempenho para compostos hipervalentes  que outros métodos semiempíricos.